# Roccaforzata
Roccaforzata è un comune italiano di 1 752 abitanti della provincia di Taranto in Puglia.

## Geografia fisica
Comune dell'alto Salento, sorge su una collina, a 145 m s.l.m., la più alta della Serra di Sant'Elia.
Il nucleo storico del paese si erge sull'orlo del precipizio. Le abitazioni sono poste in posizione digradante sul versante levante della Serra di Sant'Elia.

## Storia
In epoca medioevale, l'insediamento era conosciuto come Rocca-vecchia; nel XVII secolo, Rocca-nuova; agli inizi del XIX secolo, ha preso la denominazione attuale, derivata a giudizio di uno storico locale dalla località rupestre in cui sorge il paese che
lo rende quasi inespugnabile. Sicuramente, in epoca romana, nella Serra di Sant'Elia, vi è stato un insediamento, di cui, però, non si conosce il nome. Sono venuti alla luce, infatti, in seguito a scavi: tombe a fossa con suppellettili sepolcrali, unguentari, anforette, tazze, bicchieri ed altro materiale che ne attestano la presenza abitativa.
Le prime informazioni che concernono il feudo di Rocca-vecchia risalgono al 1315. Nel XV secolo, giunsero nel Regno di Napoli gli Albanesi (Epiroti) guidati da Giorgio Castriota Scanderbeg, chiamati dal re Ferrante I d'Aragona per domare i baroni in rivolta, alleati, a loro volta, con gli Angioini. Domati i baroni, e sconfitti i loro alleati, agli albanesi, che si erano contraddistinti in guerra, fu concesso di insediarsi in molti centri allora quasi disabitati del regno. Nella zona del tarantino, si ricostruirono diversi paesi la cui iniezione di Albanesi fu massiccia. I casali occupati furono quelli della Rocca, San Giorgio Jonico, Faggiano, Monteparano, Fragagnano e San Marzano di San Giuseppe. Uno di questi fu Roccaforzata, uno dei primi centri occupati dai soldati di Scanderbeg, che dettero vita a quella che fu nella storia delle colonie albanesi in Italia, la terza migrazione.

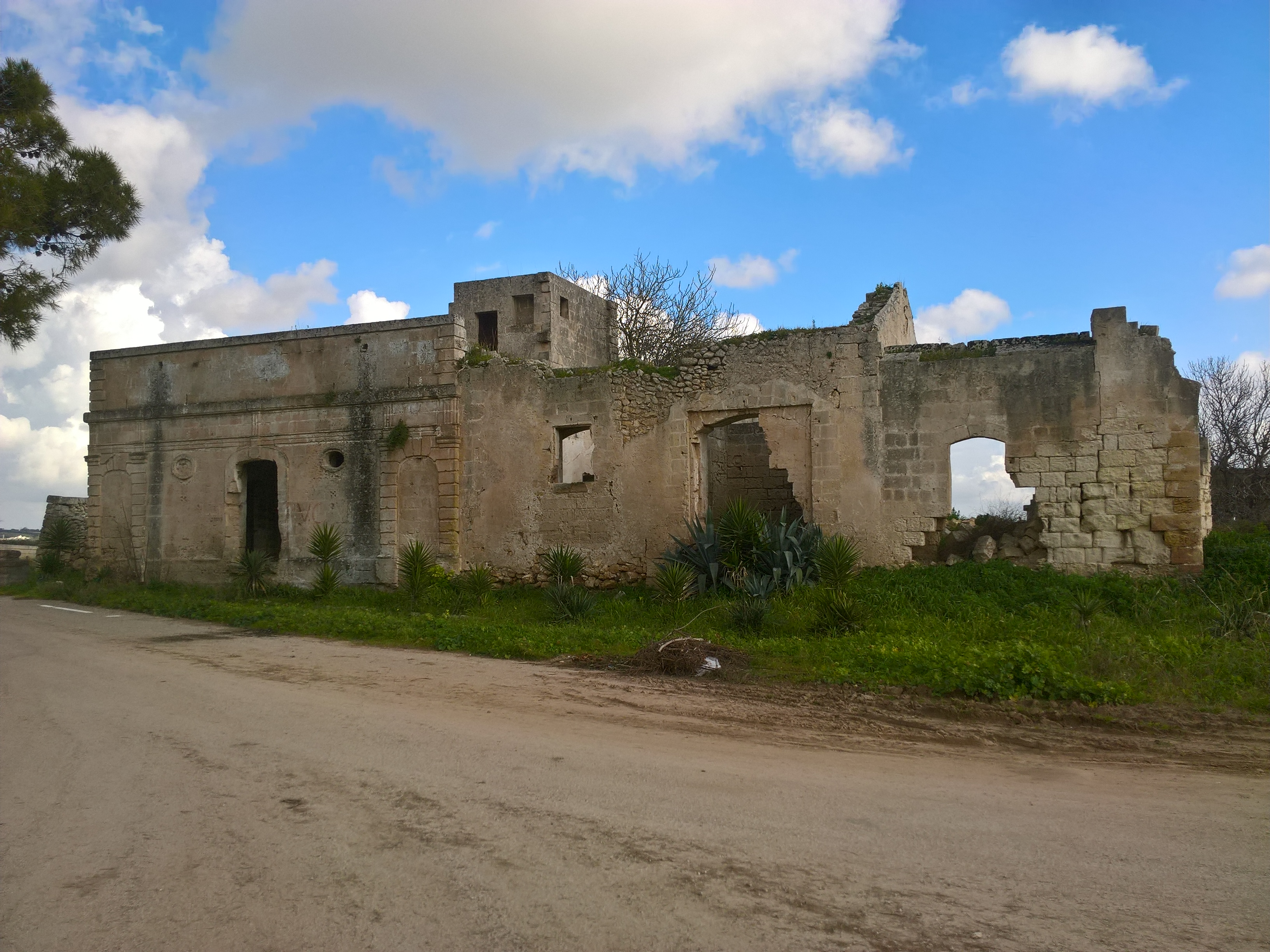
Frantoio del XIX secolo

Nel Quattrocento costituì feudo della famiglia d'Ayello, passando successivamente alla famiglia Laforza, successiva al XV secolo, è stata segnata da un lato dalla forte impronta del sistema feudale, che prevedeva la successione o in eredità o per acquisto, dall'altro dalla forte presenza della popolazione albanese, i quali seguivano un proprio rito religioso e parlavano la loro
lingua. Nel tempo gli usi e le abitudini religiose e culturali degli albanesi furono ridotti al silenzio. Questo processo fu iniziato dall'arcivescovo di Taranto monsignor Lelio Brancaccio, che nel XVI secolo, trasformò la parrocchia albanese a rito greco in rito latino e fece chiudere un'altra chiesa albanese. In epoca recente, il dialetto albanese è rimasto patrimonio dei soli abitanti di San Marzano, mentre negli altri paesi colonizzati anch'essi dagli Albanesi e a Roccaforzata, tale dialetto si è estinto verso il XIX secolo.
Il 14 gennaio 1496, il feudatario di Roccaforzata e del casale di San Martino era Raffaele delli Falconi di Lecce.
Nel 1507, il feudo fu concesso, per meriti militari, al comandante albanese Lazzaro Mathes, a cui successe il figlio Giovanni che sposò Porphida Muzaka (anche: Porfida Musciacchio). Successivamente, il feudo fu acquistato da Gabriele Scorna, a cui successe il figlio Scipione. Nel 1559, il feudatario di Roccaforzata era Geronimo La Forza; e nel 1617, Busicchio Renesi; e, in seguito, la nipote Giustina.
Nel 1679, il feudo era dominio della famiglia Ungaro. L'ultima baronia fu quella della famiglia Chiulia, sino al 1806, quando il regime feudale fu dichiarato estinto.

### Simboli
Lo stemma e il gonfalone sono stati concessi con decreto del presidente della Repubblica del 2 febbraio 1977.
Nello stemma è raffigurato un castello con torre merlata posto in cima ad una collina che sovrasta il mare; al capo d'argento, caricato dello scorpione di nero.
Il gonfalone è un drappo troncato di bianco e di azzurro.

## Società

### Evoluzione demografica
Abitanti censiti

## Economia
L'economia è prevalentemente basata sull'agricoltura e sulle aziende che circondano la zona industriale di Taranto, quali le Acciaierie di Taranto dell'Ilva.

## Infrastrutture e trasporti

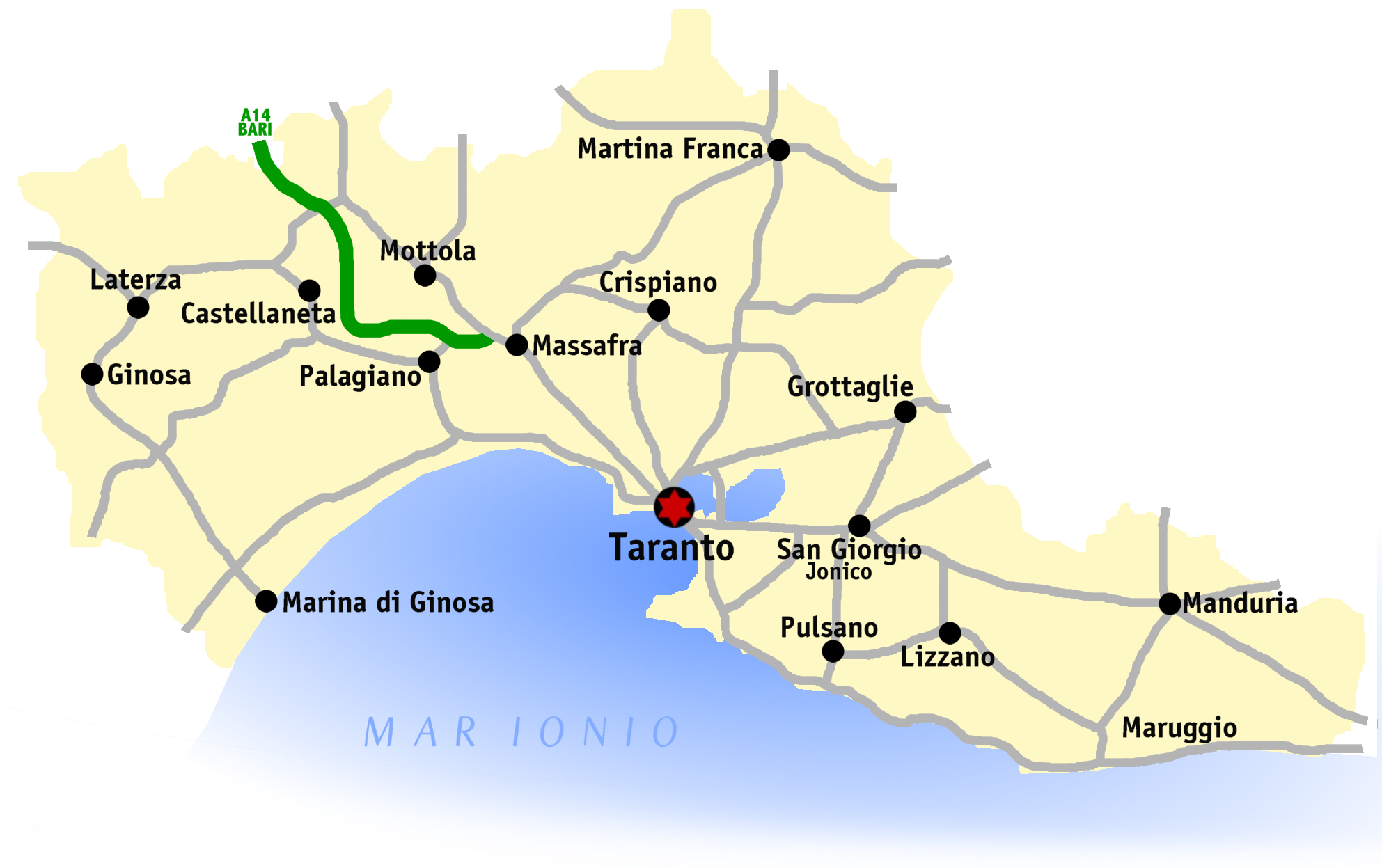
Collegamenti della Provincia di Taranto

### Strade
I collegamenti stradali principali sono rappresentati da (vedi):
- Autostrada A14 Bologna-Taranto (barriera di Massafra) da e per l'Italia settentrionale
- Strada statale 7 ter Salentina Taranto-Lecce
- S.S. 7 Appia da e per Brindisi

## Amministrazione
| Periodo           | Periodo           | Primo cittadino                     | Partito                            | Carica                    | Note  |
| ----------------- | ----------------- | ----------------------------------- | ---------------------------------- | ------------------------- | ----- |
| 9 giugno 1988     | 7 giugno 1993     | Cosimo Panessa                      | Partito Comunista Italiano         | Sindaco                   | [ 6 ] |
| 7 giugno 1993     | 28 aprile 1997    | Cosimo Panessa                      | Partito Democratico della Sinistra | Sindaco                   | [ 6 ] |
| 28 aprile 1997    | 14 maggio 2001    | Raffaele Salamino                   | Democratici di Sinistra            | Sindaco                   | [ 6 ] |
| 14 maggio 2001    | 30 maggio 2006    | Vincenzo Pastore                    | centro-destra                      | Sindaco                   | [ 6 ] |
| 30 maggio 2006    | 16 maggio 2011    | Vincenzo Pastore                    | Insieme per Roccaforzata           | Sindaco                   | [ 6 ] |
| 16 maggio 2011    | 5 giugno 2016     | Maria Giovanna Iacca                | Insieme per Roccaforzata           | Sindaco                   | [ 6 ] |
| 5 giugno 2016     | 1º settembre 2018 | Vincenzo Pastore                    | Insieme per Roccaforzata           | Sindaco                   | [ 6 ] |
| 1º settembre 2018 | 27 maggio 2019    |                                     |                                    | Commissario straordinario |       |
| 27 maggio 2019    | 5 agosto 2022     | Roberto Iacca                       | Roccaforzata libera e di tutti     | Sindaco                   | [ 6 ] |
| 5 agosto 2022     | 15 maggio 2023    | Daniela Angela Ermelinda Buccoliero |                                    | Commissario straordinario |       |
| 15 maggio 2023    | in carica         | Michelangelo Serio                  | Insieme per Roccaforzata           | Sindaco                   | [ 6 ] |